# Rượu trái giác
Rượu trái giác là một loại rượu được sản xuất từ trái giác (Cayratia trifolia). Nguyên liệu chính để sản xuất rượu trái giác là Trái giác, đường và rượu.
Để sản xuất loại rượu này, người ta dùng trái giác ủ chung với đường để lên men. Sau một thời gian lên men, từ hỗn hợp này sẽ cho ra đời một loại mật có màu đỏ tím và mùi vị rất ngon. Tùy vào mục đích sử dụng mà người ta có thể dùng mật mày để pha chế thành các sản phẩm khác nhau.
Rượu trái giác được sản xuất bằng công nghệ lên men tự nhiên do đó sẽ lưu giữ những gì tinh túy nhất của trái giác rừng, một loại trái cây đặc trưng của vùng đất U Minh Thượng, Kiên Giang.
Trái giác từ xưa đã được dùng làm một loại gia vị đặc biệt trong các món ăn của người dân vùng U Minh. Trái giác được dùng không chỉ vì hương vị đặc biệt của nó mà còn là vì những tác dụng dược học của nó đối với cơ thể con người.
Ông cha ta có câu: khách tới nhà không trà cũng rượu. Do đó, đến với vùng đất U Minh, ngoài những giây phút thoải mái khi được đắm mình vào thiên nhiên ra, bạn còn có thể thưởng thức được món rượu Trái giác, một đặc sản của vùng đất U Minh Thượng, được sơ sở sản xuất rượu thủ công VangKen sản xuất, đây cũng chính là món quà mà cơ sở muốn dành tặng cho các bạn phương xa và cũng là món quà mà bạn có thể mua để tặng cho những người thân yêu của mình, minh chứng cho một lần đến U Minh, nơi thành đồng.